# VCDS
VCDS, früher VAG-COM, ist eine Software zur Diagnose und Einstellung von Fahrzeugen der Volkswagen AG (darunter auch Audi, Seat und Škoda) mittels On-Board-Diagnose. Zugleich ist die Software für Fahrzeuge von Kooperationspartnern der genannten Marken verwendbar, zum Beispiel für ausgewählte Fahrzeuge von Lamborghini, den Bentley Continental GT, den Spyker C8, den Multicar TREMO sowie den KTM X-Bow. Die Hersteller dieser Fahrzeuge setzen Bauteile aus dem VAG-Baukasten in ihren Fahrzeugen ein.

## Hintergrund
VCDS wird von Ross-Tech entwickelt, in freien Werkstätten sowie in Vertragswerkstätten eingesetzt und kann ebenso von Privatpersonen erworben werden. Die Software entstand ursprünglich aus privatem Interesse von Uwe Ross, nachdem der Entwickler eines ähnlichen Produktes überraschend verstarb und dessen Entwicklung eingestellt wurde. Die erste öffentliche Beta-Version wurde im Mai 2000 freigegeben, jedoch wurden zu diesem Zeitpunkt nur wenige Fahrzeugmodelle abgedeckt und der Funktionsumfang war gering. Im Laufe der Zeit wurde die Software immer weiter verbessert und schaffte den Sprung in das professionelle Umfeld der Werkstätten. Updates stellt der Hersteller kostenfrei zur Verfügung. Zur Verbindung zum Fahrzeug ist ein Adapter mit Dongle und eine Lizenz erforderlich. Die Dongle werden nicht von Ross-Tech selbst, sondern unter Lizenzierung von HEX Microsystems (Südafrika) entwickelt und produziert. Je nach Modell unterstützen diese Adapter Fahrzeuge mit K-Leitung, 11-bit CAN oder auch 29-bit CAN. Seit November 2016 wird neben Adapterkabeln auch ein WLAN-Adapter angeboten, welcher entweder selbst einen Access-Point darstellt, oder in eine bestehende WLAN-Infrastruktur eingebunden werden kann. 

## Funktionsumfang
Primär beinhaltet VCDS die herstellerspezifischen Funktionen der VAG-eigenen Diagnosegeräte VAG 1551/1552 und VAS 5051/5052/5053, mit Ausnahme der Software-Aktualisierung von Steuergeräten (Flashen) und der geführten Funktion/Fehlersuche. Durch die CAN-Unterstützung werden auch aktuelle Fahrzeuge unterstützt, so dass bereits häufig kurz nach Einführung neuer Modelle diese auch in die Software-Datenbank aufgenommen werden können. Steuergeräte älterer Fahrzeuge vor Modelleinführungsjahr 2003 können auch über die K-Leitung und falls erforderlich zusätzlich über die L-Leitung angesprochen werden. Neben den Protokollen KWP1281, KWP2000 sowie KWP2000 via TP 1.6 (CAN) bzw. KWP2000 via TP 2.0 (CAN) wird auch die Diagnose über das Nachfolgeprotokoll UDS (ebenfalls via CAN) unterstützt. Durch die zusätzliche EOBD/OBD2-Funktion ist es möglich, die Software auch für motor- und abgasrelevante Diagnosearbeiten an Nicht-VAG-Fahrzeugen zu verwenden, sofern sie über bestimmte OBD2-Diagnoseschnittstellen verfügen. Die Software bietet mittels einer grafischen Benutzeroberfläche Zugriff auf die einzelnen im Fahrzeug verbauten Steuergeräte. Die ausgelesenen Fehlercodes der VW-Reparaturleitfäden werden so dekodiert, dass ihre Bedeutung am Bildschirm angezeigt wird.
Möglich ist auch das Auslesen und Löschen von Fehlercodes, das Lesen von Messwertblöcken und Einzelmesswerten (Live-Daten), Grundeinstellung (z. B. zum Aktivieren von Prüfroutinen), Stellglieddiagnose (z. B. Aktivierung diverser Ausgänge zum Funktionstest) sowie Codierung und Anpassung (z. B. zum Ändern diverser Einstellungen für Zentralverriegelung, Fensterheber und Innenraumüberwachung, sowie Anpassung der Wegfahrsperre nach Schlüsseltausch usw.). Zusätzlich werden verschiedene weitere Hilfsprogramme mitgeliefert, darunter ist auch ein eigenes Programm zur grafischen Darstellung und Prüfung des dynamischen Einspritzbeginns bei TDI-Motoren mit Verteilereinspritzpumpe (VEP). Ebenfalls enthalten sind weitere Programme zur grafischen Darstellung von Messwerten und der vereinfachten Darstellung/Änderung der sogenannten langen Codierung.

## VCDS-Lite
Die Variante VCDS-Lite ist weiterhin Shareware und für Adapter ohne Dongle konzipiert, aber mangels Unterstützung von CAN nur für Fahrzeuge bis Baujahr 2004. Ohne Registrierung und Lizenzierung des Computers ist der Funktionsumfang nochmals eingeschränkt. VCDS-Lite wird nicht mehr weiterentwickelt.